# Acción Española
Acción Española va ser una revista que publicava continguts relacionats amb l'actualitat política a Espanya editada a la dècada de 1930. Va ser dirigida pel conde de Santibáñez del Río i a les seves pàgines van signar articles intel·lectuals i polítics lligats a la dreta i l'integrisme catòlic com ara José Calvo Sotelo, Ramiro de Maeztu, Manuel Bueno, José Pemartín, Víctor Pradera, José María Pemán, entre d'altres.
L'objectiu principal d'aquesta publicació, segons Felipe Bertran Güell, va ser "recollir i divulgar textos de grans pensadors sobre la legitimitat d'una sublevació." En aquest sentit, Acción Española va ser un òrgan doctrinal de la sublevació franquista,
feien la funció de front ideològic i argumental davant els líders republicans de l'època.